# L'Héritage secret : Les Aventures de Kate Brooks
L'Héritage secret : Les Aventures de Kate Brooks est un jeu vidéo d'objets cachés sorti en 2011 sur PC. Développé par White Birds Productions et édité par Meridian 4, le personnage principal du jeu est créé par Benoît Sokal.